# Sphex permagnus
Sphex permagnus är en biart som först beskrevs av Willink 1951.  Sphex permagnus ingår i släktet Sphex och familjen grävsteklar. Inga underarter finns listade i Catalogue of Life.